# Felipe Nery Guimarães
Felipe Nery Guimarães (Belém, 25 de maio de 1910) foi um médico e pesquisador brasileiro, formado pela Faculdade de Medicina e Cirurgia do Pará em 1930.
Foi o responsável pela organização, em 1937, do Laboratório de Anatomia Patológica do Instituto de Patologia Experimental do Norte, atual Instituto Evandro Chagas. Em Belém, de 1937 a 1940 fez parte da comissão de estudos sobre leishmaniose que seria transformada em Serviço de Estudos das Grandes Endemias (SEGE), que posteriormente viria a se tornar a Superintendência de Campanhas de Saúde Pública (Sucam).
Em 1941 foi contratado como médico especialista do Instituto Oswaldo Cruz, no Rio de Janeiro, onde desenvolveu pesquisas sobre a toxoplasmose e, após concluir o curso de especialização do IOC, novas pesquisas sobre a ocorrência de triatomíneos nas matas do bairro de Santa Tereza. Entre 1945 e 1955 instalou e chefiou um núcleo de estudos do IOC na Baixada Fluminense, onde avançou nas pesquisas sobre bouba, sífilis rural, blastomicose, doença de Chagas e outras infecções. No período em que se dedicou a pesquisas no Centro de Estudos da Baixada, produziu dezenas de artigos científicos publicados em revistas prestigiadas, incluindo análises sobre o problema social representado pela bouba.
Nery Guimarães foi o responsável pelos primeiros testes com penicilina em dose única para o tratamento da bouba no Brasil, e futuramente veio a se tornar diretor do Programa de Erradicação da Bouba do governo Juscelino Kubitschek, Ocupou cargos no Ministério da Saúde até 1961, quando retornou ao IOC para realizar pesquisas e lecionar nas áreas de Bacteriologia e Protozoologia. Anos depois, tornou-se chefe da Secção de Protozoologia Médica do Instituto Oswaldo Cruz. Foi agraciado com a Ordem Nacional do Mérito Médico e laureado pela Academia Nacional de Medicina (ANM). Atuou como perito da Organização Mundial da Saúde (OMS) em doenças infecciosas e parasitárias.. Em 1975 alcançou a direção do IOC, cargo que ocupou por pouco tempo, pois faleceu poucos meses depois de assumi-lo.